# Marty Evans
Marsha Johnson (Marty) Evans (Springfield, ca. 1947) is een Amerikaans oud-schout-bij-nacht en bestuurder.

## Levensloop
Evans behaalde een bachelorgraad in diplomatie en wereldzaken aan het Occidental College en een mastergraad aan de Fletcher School of Law and Diplomacy van de Tuftsuniversiteit. Daarna studeerde ze aan het Naval War College in Newport en aan het National War College in Washington D.C.
Evans werkte ongeveer dertig jaar voor de United States Navy, waar ze opklom tot de rang schout-bij-nacht. Ze was stafchef van de Marineacademie in Annapolis en de eerste vrouw die leiding gaf aan een marinebasis, op Treasure Island in San Francisco. In 1992 leidde ze een werkgroep die kwesties op het gebied van sekse aanpakte, naar aanleiding van het Tailhook-schandaal. Ook bezette ze topposities van het Navy Recruiting Command en van de Naval Postgraduate School in Monterey in Californië. In 1998 verliet ze de marine.
Hierna werd ze van 1998 tot 2002 directeur van de Girl Scouts of the USA. Vervolgens kreeg ze van 2002 tot 2005 de leiding over het Amerikaanse Rode Kruis. Voor haar werk bij het Rode Kruis werd ze onderscheiden met een Four Freedoms Award in de categorie vrijwaring van gebrek. De post verliet ze onder druk na een aantal onenigheden met de organisatie. Later lekte uit dat ze een vertrekbonus had ontvangen van 780.000 dollar.
In 2009 nam ze zitting in het bestuur van de Ladies Professional Golf Association. Verder zat ze in de raden van bestuur van Office Depot, Weight Watchers International, Huntsman Corporation en de U.S. Naval Academy Foundation.